# الکساندر هربینیوک
الکساندر هربینیوک (اوکراینی: Гребинюк Александр Викторович؛ زادهٔ ۲۳ ژوئن ۱۹۸۱) بازیکن فوتبال اهل اوکراین است.
از باشگاه‌هایی که در آن بازی کرده‌است می‌توان به باشگاه فوتبال اسپارتاک ایوانو-فرانکیفسک اشاره کرد.